# Jimmy Settle
James Settle, detto Jimmy (Millom, 5 settembre 1875 – Horwich, 1º giugno 1954), è stato un calciatore inglese, di ruolo attaccante.

## Carriera
Jimmy Settle giocò la maggior parte della sua carriera nell'Everton ed ottenne il titolo di capocannoniere della First Division nel 1902, anno in cui la sua squadra si classificò seconda in campionato.

## Palmarès

### Club

#### Competizioni nazionali
- Coppa d'Inghilterra: 1

Everton: 1905-1906